# Longnor (Staffordshire)
Longnor es una parroquia civil y un pueblo del distrito de Staffordshire Moorlands, en el condado de Staffordshire (Inglaterra).

## Geografía
Según la Oficina Nacional de Estadística británica, Longnor tiene una superficie de 3,36 km².

## Demografía
Según el censo de 2011, Longnor tenía 334 habitantes (50,28% varones, 49,72% mujeres) y una densidad de población de 107,14 hab/km². El 18,89% eran menores de 16 años, el 71,67% tenían entre 16 y 74, y el 9,44% eran mayores de 74. La media de edad era de 43,42 años. Del total de habitantes con 16 o más años, el 22,95% estaban solteros, el 56,85% casados, y el 20,21% divorciados o viudos.
El 99,17% de los habitantes eran originarios del Reino Unido y el 0,83% del resto de países europeos. Todos ellos eran blancos. El cristianismo era profesado por el 82,22%, mientras que el 9,72% no eran religiosos y el 8,06% no marcaron ninguna opción en el censo.
Había 155 hogares con residentes, 12 vacíos, y 15 eran alojamientos vacacionales o segundas residencias.